# Acomys dimidiatus
Acomys dimidiatus е вид бозайник от семейство Мишкови (Muridae).

## Разпространение
Видът е разпространен в Египет, Йемен, Израел, Йордания, Ирак, Иран, Ливан, Обединени арабски емирства, Оман, Пакистан, Палестина, Саудитска Арабия и Сирия.